# Carirubana (municipalité)
Pour les articles homonymes, voir Carirubana.
Carirubana est l'une des vingt-cinq municipalités de l'État de Falcón au Venezuela. Son chef-lieu est Punto Fijo. En 2011, la population s'élève à 239 444 habitants.

## Géographie
La municipalité est divisée en quatre ou cinq,paroisses civiles avec chacune à sa tête une capitale (entre parenthèses) :
- Carirubana (Punto Fijo) ;
- Norte (Punto Fijo) ;
- Punta Cardón (Punta Cardón) ;
- Santa Ana (Santa Ana) ;
- Tacuato.

La paroisse civile de Tacuato n'est pas incluse dans les données fournies par l'Insitut national de la statistique mais apparaît dans les projections démographies établies par l'université de Mérida ou sur un sites de cartographie sur Internet,.